# Roberto Urbina
Roberto José Urbina Burgos (Bogotá, 2 de septiembre de 1983) es un actor colombiano que ha trabajado principalmente en series de Estados Unidos.

## Trayectoria
Nació en Bogotá, hijo del arquitecto samario Roberto Urbina y la cordobesa Pilar Burgos. Ha participado en series de talla internacional como Grey's Anatomy y Héroes, además de su personaje de Ricardo Cabello, en la telenovela Tarde lo conocí, de Caracol.
El actor, hijo de Pilar Burgos, y el arquitecto Roberto Urbina, cuenta que vivió su niñez en Montería y a los 11 años regresó a Bogotá, ciudad donde nació. Allí cursó el bachillerato hasta noveno grado, y después se trasladó con su familia a Santa Cruz de la Sierra, Bolivia, donde estuvo por año y medio. Allá comenzó lo que sería el inicio de su carrera como actor.
«Sin ningún interés acompañé a un amigo a presentar un casting y por cosas de la vida hice la audición y me escogieron para uno de los papeles protagónicos. Era cine independiente, la cinta se llama Dependencia sexual», relató. Luego de un tiempo Roberto se fue a vivir a Argentina, y manifiesta que quedó “enganchado” con la actuación. «Allá terminé el colegio y aproveché para hacer teatro. Me gustó mucho la experiencia de las artes escénicas», dijo.
Posteriormente viajó a Miami a estudiar una carrera, y estando en Estados Unidos se mostró la película Dependencia sexual en un festival de cine en Los Ángeles, donde se encuentra radicado actualmente. «A raíz de mi trabajo en esa película me contactó Robert Stein, con el que empecé a hacer varios proyectos. He estado en cintas como Hacia la oscuridad y Blues. También tuve un personaje en las reconocidas series Héroes y Grey's Anatomy, con lo cual me percaté de que estar en este medio no es fácil, es perseverancia total. Uno tiene que estar acostumbrado al rechazo y luego recoger los frutos de tanto esfuerzo», contó.
Luego de estudios de actuación en la escuela de Stella Adler y de producción de música, Roberto firmó contrato con sus «actuales representantes, Fernán Martínez y Vicky Pavajeau». «Lo de Correo de inocentes se me dio cuando al venir en unas vacaciones me presentaron con Clara María Ochoa, de CMO Producciones. Hice casting y quedé, y a los seis meses vine a grabar. El rodaje duró un año y fue una de mis más gratas experiencias, ya que es la primera vez que actuaba en Colombia, además de hacerlo al lado de una actriz tan impresionante e interesante como Margarita Rosa de Francisco.»

## Filmografía

### Televisión
| Año       | Título              | Personaje         | Canal                                         |
| --------- | ------------------- | ----------------- | --------------------------------------------- |
| 2020-2021 | Snowpiercer         | Javi              | TNT / Netflix                                 |
| 2017-2018 | Tarde lo conocí     | Ricardo Cabello   | Caracol Televisión / CMO Producciones         |
| 2016      | Recovery Road       | Asa               | Freeform                                      |
| 2015      | Narcos              | Fabio Ochoa       | Netflix                                       |
| 2013      | Metástasis          | José Miguel Rosas | Caracol Televisión / Sony Pictures Televisión |
| 2012      | El mentalista       | Junior Acosta     | CBS                                           |
| 2011      | Correo de inocentes | Alex Avendaño     | RCN Televisión / CMO Producciones             |
| 2009      | Grey's Anatomy      | Jordan            | ABC                                           |
| 2008      | Héroes              | Santiago          | NBC                                           |

## Cine
| Año  | Título                  | Personaje      | Nota  |
| ---- | ----------------------- | -------------- | ----- |
| 2020 | Loco por vos            | Lucas Samper   |       |
| 2015 | Pocha: Manifest Destiny | Ricky          |       |
| 2015 | El calor del hogar      | Wilka          |       |
| 2015 | Zempting                | Kim Hewitt     |       |
| 2009 | La fiesta de su hermana | Alejandro      | Corto |
| 2008 | The Ball Is Round       | Rafael Ramírez |       |
| 2008 | Che: Part One           | Guile Pardo    |       |
| 2008 | Blues                   | Reese          |       |
| 2007 | Hacia la oscuridad      | José Gutiérrez |       |
| 2003 | Dependencia sexual      | Sebastián      |       |